# Rick Tulka
Rick Tulka, né en 1955 à Brooklyn, est un illustrateur et caricaturiste américain dont les dessins sont publiés dans le magazine Mad depuis 1988.

## Biographie
Rick Tulka et son épouse Brenda ont déménagé à Paris en 1995. Rick Tulka a depuis réalisé des dessins pour des journaux et magazines français, notamment : Le Monde, Les Inrockuptibles, Télérama, Charlie Hebdo, Le Soir, Lire, Jeune & Jolie, Famili, Marianne, L'Étudiant, Chien Méchant.
En 2007, il apparaît dans une émission du CBS Sunday Morning (en) à l'occasion de la parution d'un ouvrage qu'il coécrit avec Noël Riley Fitch, Paris Café: The Sélect Crowd (Soft Skull Press). Des dizaines de caricatures de Parisiens, dessinées sur place dans le célèbre et historique café littéraire Le Select, figurent dans ce livre, ainsi que sur son site personnel.